# Eurocopa de fútbol sala de 2005
El Campeonato Europeo de Fútbol Sala de la UEFA de 2005 tuvo lugar entre el 14 y el 20 de febrero en República Checa. Fue la quinta edición de este campeonato europeo.
España consiguió su tercera corona continental tras vencer en la final a Rusia.

## Equipos participantes
35 equipos de las 53 federaciones miembros de la UEFA se inscribieron para participar en el torneo. De ellos, 8 se clasificaron para participar en la fase final. Las clasificatorias para la Eurocopa se realizaron en dos etapas. En la primera etapa fue entre el 6 y el 11 de enero de 2004 y la segunda etapa entre el 27 de enero y el 1 de febrero de 2004. 
La selección de República Checa como representante del país anfirión quedó clasificada directamente para la fase final.
Inicialmente de los 35 equipos inscritos se seleccionó aquellos 8 de menor nivel (según el criterio UEFA) para disputar una ronda preliminar con 2 grupos de 4 equipos en donde saldrían 2 equipos que junto con los 26 restantes competirían en la ronda de clasificación.
En la ronda clasificatoria los 28 equipos se distribuyeron en siete grupos de cuatro equipos y de ellos los vencedores de cada grupo pasaron a jugar la ronda final.
Finalmente, los países participantes serán:
| España | Países Bajos | Hungría | Italia | Portugal | República Checa | Rusia | Ucrania |
| ------ | ------------ | ------- | ------ | -------- | --------------- | ----- | ------- |